# Unione Sportiva Palermo 1993-1994
Questa voce raccoglie le informazioni riguardanti l'Unione Sportiva Palermo nelle competizioni ufficiali della stagione 1993-1994. Fu l'ultima stagione che la società ebbe questo nome: dal 1994-1995 prese la denominazione di Unione Sportiva Città di Palermo.

## Stagione
Tornato in Serie B, nel 1993-1994, prima dell'inizio del torneo il Palermo giocò nuovamente e per l'ultima volta una propria amichevole con la Juventus.
In campionato i rosanero riescono a salvarsi con un solo punto sulla zona retrocessione, dopo aver battuto 1-0, all'ultima giornata, il Monza già anticipatamente retrocesso, con un gol del capitano Roberto Biffi su punizione. In Coppa Italia il club viene eliminato al secondo turno dal Parma. Questa fu l'ultima stagione in cui la vittoria valse 2 punti.
Per le prime sei partite esterne, così come nella stagione 1995-1996, la squadra non è riuscita a realizzare gol fuori casa, record battuto solo nella stagione 2011-2012.

## Divise e sponsor
La maglia era rosanero mentre i calzoncini erano nerorosa.
Per quest'annata lo sponsor ufficiale è Toka.

## Organigramma societario[3]
- Presidente: Liborio Polizzi
- Amministratore delegato: Giovanni Ferrara
- Direttore generale: Giorgio Perinetti
- Segretario generale: Silvio Palazzotto
- Allenatore: Enrico Nicolini, poi Gaetano Salvemini

## Calciomercato

### A stagione iniziata
| Acquisti | Acquisti             | Acquisti   | Acquisti     |
| R.       | Nome                 | da         | Modalità     |
| -------- | -------------------- | ---------- | ------------ |
| P        | Gianmatteo Mareggini | Fiorentina | (a novembre) |
| P        | Alessio Schiaffino   | Pistoiese  | (a novembre) |
| D        | Tebaldo Bigliardi    | Atalanta   | (a novembre) |
| C        | Valeriano Fiorin     | Genoa      | (a novembre) |
| A        | Federico Giampaolo   | Juventus   | (a ottobre)  |
| A        | Antonio Soda         | SPAL       | (a novembre) |

| Cessioni | Cessioni            | Cessioni  | Cessioni              |
| R.       | Nome                | a         | Modalità              |
| -------- | ------------------- | --------- | --------------------- |
| P        | Graziano Vinti      | Pistoiese | prestito (a novembre) |
| D        | Pietro Assennato    | Atalanta  | prestito (a novembre) |
| P        | Giuseppe Lorusso    |           | (a ottobre)           |
| C        | Maurizio Spigarelli | Bologna   | (a novembre)          |
| A        | Massimo Cicconi     | SPAL      | (a novembre)          |

## Risultati

### Serie B

#### Girone di andata
| Arbitro: | Rosica (Roma) |

|  |           |                                |
|  | Marcatori | 12’ Banchelli 48’, 84’Robbiati |

| Arbitro: | Bonfrisco (Monza) |

|            |           |  |
| Fabris 60’ | Marcatori |  |

| Arbitro: | Borriello (Mantova) |

|  |           |               |
|  | Marcatori | 40’ Francioso |

| Arbitro: | Rodomonti (Teramo) |

|                           |           |  |
| Rocco 78’ Cristallini 85’ | Marcatori |  |

| Arbitro: | Lana (Torino) |

|                              |           |  |
| Buoncammino 3’ Assennato 88’ | Marcatori |  |

| Arbitro: | Nepi (Viterbo) |

|                                     |           |                               |
| Rizzolo 19’ (rig.), 26’ De Rosa 43’ | Marcatori | 40’ (rig.) Bivi 66’ Borgonovo |

| Arbitro: | Boggi (Salerno) |

|                                         |           |  |
| Centofanti 51’ Agostini 70’ (rig.), 80’ | Marcatori |  |

| Arbitro: | Bolognino (Milano) |

|                 |           |  |
| Buoncammino 69’ | Marcatori |  |

| Arbitro: | Treossi (Forlì) |

|            |           |  |
| Giunta 86’ | Marcatori |  |

| Arbitro: | Franceschini (Bari) |

|              |           |  |
| Bierhoff 69’ | Marcatori |  |

| Palermo 14 novembre 1993 11ª giornata | Palermo         | 0 – 0 referto | Venezia | Stadio La Favorita\| Arbitro: \| Fucci (Salerno) \| |
| Arbitro:                              | Fucci (Salerno) |               |         |                                                     |

| Arbitro: | Arena (Ercolano) |

|  |           |                      |
|  | Marcatori | 11’ (aut.) Mareggini |

| Modena 28 novembre 1993 13ª giornata | Modena         | 0 – 0 referto | Palermo | Stadio Alberto Braglia\| Arbitro: \| Nepi (Viterbo) \| |
| Arbitro:                             | Nepi (Viterbo) |               |         |                                                        |

| Arbitro: | Collina (Viareggio) |

|             |           |  |
| Rizzolo 15’ | Marcatori |  |

| Arbitro: | Pacifici (Roma) |

|                     |           |               |
| De Sensi 15’ (aut.) | Marcatori | 74’ Battaglia |

| Arbitro: | Lana (Torino) |

|             |           |  |
| Rizzolo 60’ | Marcatori |  |

| Andria 1º gennaio 1994 17ª giornata | Fidelis Andria              | 0 – 0 referto | Palermo | Stadio Degli Ulivi\| Arbitro: \| Cinciripini (Ascoli Piceno) \| |
| Arbitro:                            | Cinciripini (Ascoli Piceno) |               |         |                                                                 |

| Arbitro: | Cardona (Reggio Calabria) |

|                             |           |                    |
| Rizzolo 45’ (rig.) Soda 67’ | Marcatori | 29’, 77’ Galderisi |

| Arbitro: | Dinelli (Lucca) |

|                                        |           |               |
| Valtolina 20’, 49’ De Sensi 81’ (aut.) | Marcatori | 29’ Bigliardi |

#### Girone di ritorno
| Arbitro: | Borriello (Mantova) |

|                                                              |           |           |
| Battaglia 51’ (aut.) Effenberg 53’ Batistuta 59’ Malusci 63’ | Marcatori | 80’ Biffi |

| Arbitro: | Fucci (Salerno) |

|                                                        |           |             |
| De Sensi 10’ Battaglia 75’ (rig.) Sconziano 79’ (aut.) | Marcatori | 67’ Marulla |

| Arbitro: | Brignoccoli (Ancona) |

|  |           |             |
|  | Marcatori | 22’ De Rosa |

| Arbitro: | Franceschini (Bari) |

|          |           |  |
| Soda 82’ | Marcatori |  |

| Arbitro: | Borriello (Mantova) |

|            |           |                      |
| Lunini 41’ | Marcatori | 46’ (rig.) Battaglia |

| Arbitro: | Tombolini (Ancona) |

|                             |           |                        |
| Dicara 45’ a. Carnevale 69’ | Marcatori | 21’ Battaglia 66’ Soda |

| Arbitro: | Bazzoli (Merano) |

|  |           |              |
|  | Marcatori | 74’ Agostini |

| Arbitro: | Ceccarini (Livorno) |

|  |           |          |
|  | Marcatori | 15’ Soda |

| Arbitro: | Nicchi (Arezzo) |

|                            |           |                      |
| Fiorin 14’ Buoncammino 55’ | Marcatori | 65’ Sabau 77’ Domini |

| Arbitro: | Treossi (Forlì) |

|                    |           |  |
| Soda 46’, 70’, 87’ | Marcatori |  |

| Arbitro: | Lana (Torino) |

|                |           |  |
| Campilongo 56’ | Marcatori |  |

| Arbitro: | Nepi (Viterbo) |

|                  |           |  |
| Lopez 25’ (rig.) | Marcatori |  |

| Arbitro: | Cesari (Genova) |

|               |           |            |
| Giampaolo 83’ | Marcatori | 32’ Chiesa |

| Arbitro: | Bettin (Padova) |

|                        |           |  |
| Campofranco 90’ (aut.) | Marcatori |  |

| Arbitro: | Cardona (Reggio Calabria) |

|                                          |           |                   |
| Medri 9’ (aut.) Soda 48’ Buoncammino 77’ | Marcatori | 43’, 80’ Dolcetti |

| Lucca 15 maggio 1994 35ª giornata | Lucchese          | 0 – 0 referto | Palermo | Stadio Porta Elisa\| Arbitro: \| Beschin (Legnago) \| |
| Arbitro:                          | Beschin (Legnago) |               |         |                                                       |

| Palermo 22 maggio 1994 36ª giornata | Palermo         | 0 – 0 referto | Fidelis Andria | Stadio La Favorita\| Arbitro: \| Braschi (Prato) \| |
| Arbitro:                            | Braschi (Prato) |               |                |                                                     |

| Padova 29 maggio 1994 37ª giornata | Padova                        | 0 – 0 referto | Palermo | Stadio Silvio Appiani\| Arbitro: \| Quartuccio (Torre Annunziata) \| |
| Arbitro:                           | Quartuccio (Torre Annunziata) |               |         |                                                                      |

| Arbitro: | Stafoggia (Pesaro) |

|           |           |  |
| Biffi 49’ | Marcatori |  |

### Coppa Italia
| Arbitro: | Brignoccoli (Ancona) |

|                                |           |             |
| Buoncammino 63’ Cammarieri 84’ | Marcatori | 59’ Inzaghi |

| Arbitro: | Borriello (Mantova) |

|                       |           |  |
| A. Melli 62’ Zola 90’ | Marcatori |  |

| Arbitro: | Beschin (Legnago) |

|  |           |                         |
|  | Marcatori | 10’ Brolin 17’ Asprilla |

## Statistiche

### Statistiche di squadra
| Competizione | Punti | In casa | In casa | In casa | In casa | In casa | In casa | In trasferta | In trasferta | In trasferta | In trasferta | In trasferta | In trasferta | Totale | Totale | Totale | Totale | Totale | Totale | DR |
| Competizione | Punti | G       | V       | N       | P       | Gf      | Gs      | G            | V            | N            | P            | Gf           | Gs           | G      | V      | N      | P      | Gf     | Gs     | DR |
| ------------ | ----- | ------- | ------- | ------- | ------- | ------- | ------- | ------------ | ------------ | ------------ | ------------ | ------------ | ------------ | ------ | ------ | ------ | ------ | ------ | ------ | -- |
| Serie B      | 36    | 19      | 10      | 5       | 4       | 24      | 16      | 19           | 2            | 7            | 10           | 8            | 22           | 38     | 12     | 12     | 14     | 32     | 38     | -6 |
| Coppa Italia |       | 2       | 1       | 0       | 1       | 2       | 3       | 1            | 0            | 0            | 1            | 0            | 2            | 3      | 1      | 0      | 2      | 2      | 5      | -3 |
| Totale       |       | 21      | 11      | 5       | 5       | 26      | 19      | 20           | 2            | 7            | 11           | 8            | 24           | 41     | 13     | 12     | 16     | 34     | 43     | -9 |

### Statistiche dei giocatori
| Giocatore      | Serie B  | Serie B | Coppa Italia | Coppa Italia |
| Giocatore      | Presenze | Reti    | Presenze     | Reti         |
| -------------- | -------- | ------- | ------------ | ------------ |
| P. Assennato   | 9        | 2       | 2            | 0            |
| L. Battaglia   | 31       | 4       | 3            | 0            |
| R. Biffi       | 34       | 2       | 2            | 0            |
| T. Bigliardi   | 21       | 1       | 0            | 0            |
| F. Bucciarelli | 7        | 0       | 3            | 0            |
| S. Buoncammino | 30       | 4       | 3            | 1            |
| M. Cammarieri  | 4        | 0       | 1            | 1            |
| D. Campofranco | 20       | 0       | 1            | 0            |
| G. Caterino    | 23       | 0       | 1            | 0            |
| M. Cicconi     | 5        | 0       | 0            | 0            |
| G. De Rosa     | 28       | 2       | 1            | 0            |
| P. De Sensi    | 30       | 1       | 0            | 0            |
| M. Favo        | 34       | 0       | 3            | 0            |
| C. Ferrara     | 34       | 0       | 3            | 0            |
| V. Fiorin      | 30       | 1       | 0            | 0            |
| F. Giampaolo   | 21       | 1       | 2            | 0            |
| G. Lorusso     | 1        | 0       | 0            | 0            |
| G. Mareggini   | 28       | -24     | 0            | -0           |
| P. Moro        | 6        | 0       | 1            | 0            |
| M. Pisciotta   | 22       | 0       | 2            | 0            |
| A. Rizzolo     | 18       | 5       | 2            | 0            |
| A. Soda        | 23       | 8       | 0            | 0            |
| M. Spigarelli  | 8        | 0       | 2            | 0            |
| C. Valentini   | 15       | 0       | 3            | 0            |
| G. Vinti       | 10       | -14     | 3            | -5           |